# Orsolya Herr
Orsolya Herr (ur. 23 listopada 1984 w Tatabánya) – węgierska piłkarka ręczna, reprezentantka kraju, grająca na pozycji bramkarka. Obecnie występuje w Győri ETO KC. Brązowa medalistka mistrzostw Europy 2012.

## Sukcesy

### reprezentacyjne
- Mistrzostwa Europy:
  -  2012

### klubowe
- Mistrzostwa Węgier:
  -  2005, 2006, 2008, 2009
  -  2007
  -  2003, 2010
- Puchar Węgier:
  -  2005, 2006, 2007, 2008, 2009
- Liga Mistrzyń:
  -  2013, 2014
  -  2009
- Puchar Zdobywców Pucharów:
  -  2006
- Puchar EHF:
  -  2003, 2005

## Życie prywatne
Jej młodszą siostrą jest Anita, także węgierska piłkarka ręczna.